# 国鉄キハニ5000形気動車

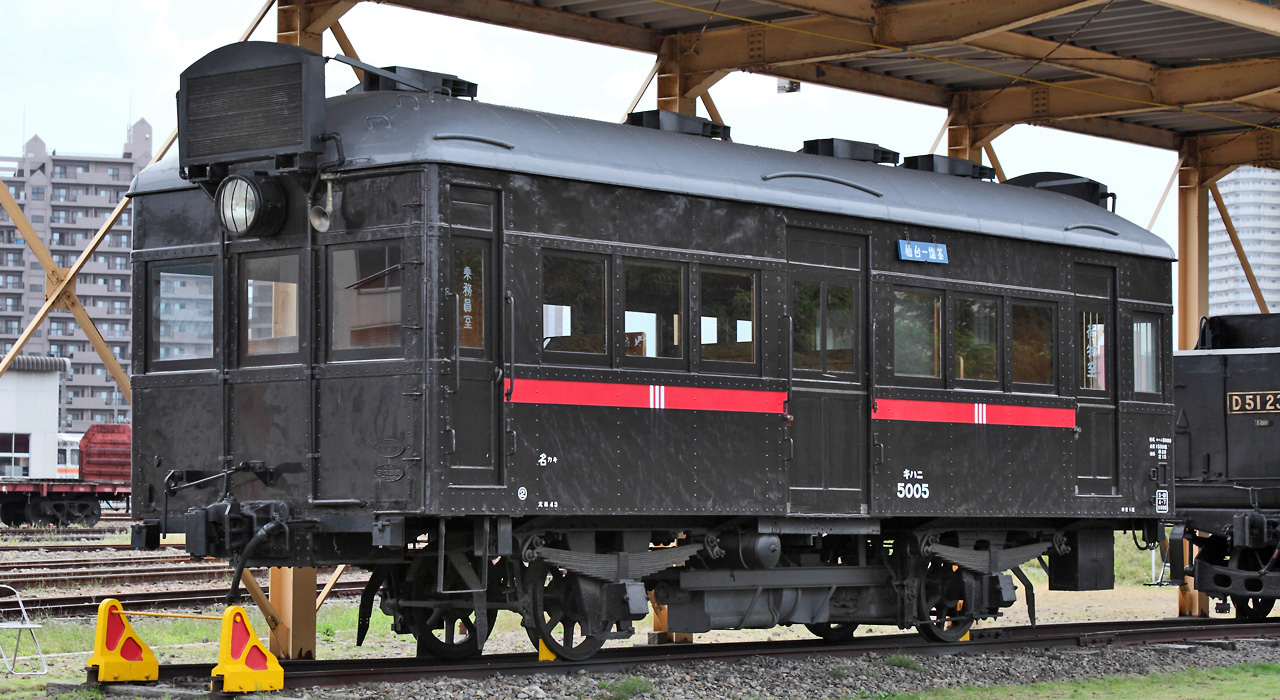
JR北海道苗穂工場に静態保存されているキハニ5000形の復元車、2010年

国鉄キハニ5000形気動車（こくてつキハニ5000がたきどうしゃ）は、日本国有鉄道の前身である鉄道省によって、1929年に12両が製造された、機械式ガソリン動車である。
本形式より改造され別形式となったハニ5000形およびエ810形についても本項目で記述する。

## 概要
閑散線区での単行運転用を目的とした、小型の旅客（三等）・荷物合造二軸車である。
製造会社は汽車製造（キハニ5000 - キハニ5004）、日本車輌製造東京支店（キハニ5005 - キハニ5009）と新潟鐵工所（キハニ5010・キハニ5011）の3社。1929年に合計12両が製造された。
鉄道省最初の内燃動車であったが、エンジンが非力なのに対して車体が重く、十分運用に耐えるものではなかった。

## 車体
車体各部の基本設計は当時の省制式客車（オハ31系）や電車（31系）のそれに準じており、車体幅は2800 mmであった。鋲接構造の長さ10 m級の半鋼製車体を備える。
残された明細図からは、日本車輌製造本店が製作した二軸式ガソリン動車の台枠構造を踏襲したものとなっており、側梁の省略、軸箱守を横桁間に渡した補助梁に取付ける、車体外板の厚さを1.6 mmとする（当時の電車は2.6 mm厚）、側構体の厚さを客車より若干薄い92.5 mmとするなど、軽量化設計への配慮はされているものの、通常の客車並みの強度確保が図られ、 客車用の標準部品を使用したため、十分なものとはならなかったことが窺い知れる。連結器についても客車代用としての使用も考慮されたのか、省制式の並形自動連結器がそのまま装着されていたが、基本型自連では最も軽量な座付自動連結器（重量は約500 kg、日本車輌製の簡易連結器は170 kg）としており、ここでも軽量化への配慮はあった。なお、座席間隔や外板厚の寸法は、その後のキハ41000以降の気動車の標準となった。
自重は公称15.5 tとされたが、当時、鉄道省運輸局車両課が雑誌に公表した実測値は19 tであり、機関出力に比して非常に重い車両であったことがわかる。

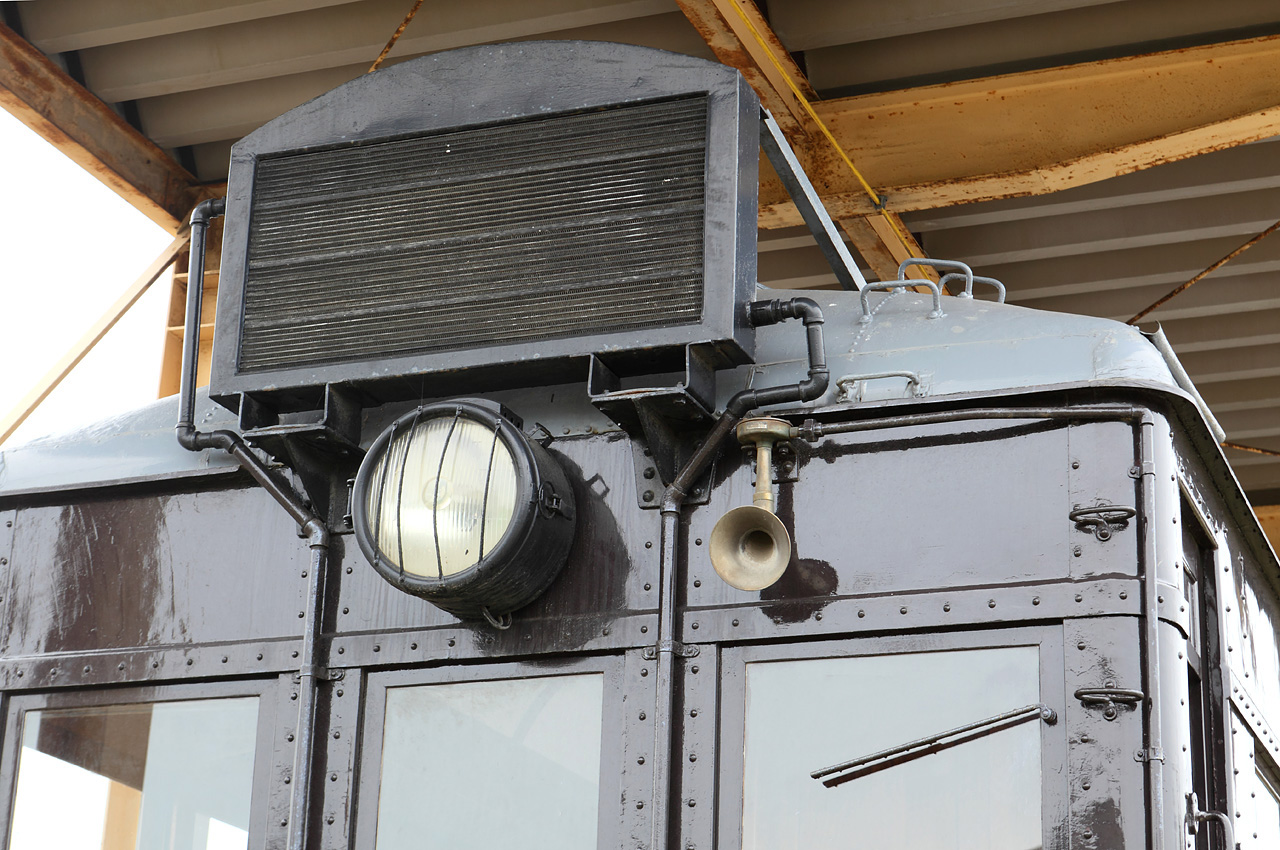
前面上部に設置されたラジエーター

前面は非貫通式の3枚窓構成であり、幕板部中央にLP42形前照灯を設置し、さらにその上部に機関冷却用ラジエターが取り付けてあった。なお、暖房は機関冷却水の熱を利用した温水暖房が採用されており、コック（バルブ）の開閉で暖房使用が可能であった。
塗装は製造当時はぶどう色1号に赤色の等級帯で、その後は気動車の標準色として新たに制定された黄かっ色2号と青3号の2色塗り分けとなった。
窓配置はd3D(1)2D(1)（D：客用扉、d：乗務員扉、(1)：戸袋窓）で、客室部は中央の客用扉を挟んで各3枚の客用窓部に各2組、対面式配置の固定式クロスシートがシートピッチ1300 mm（オハ31系客車と同寸法）で設置されており、定員は43名、片側車端部のD (1) 部分が荷重1 tの荷物室とされていた。

## 主要機器

### エンジン・変速機・逆転機

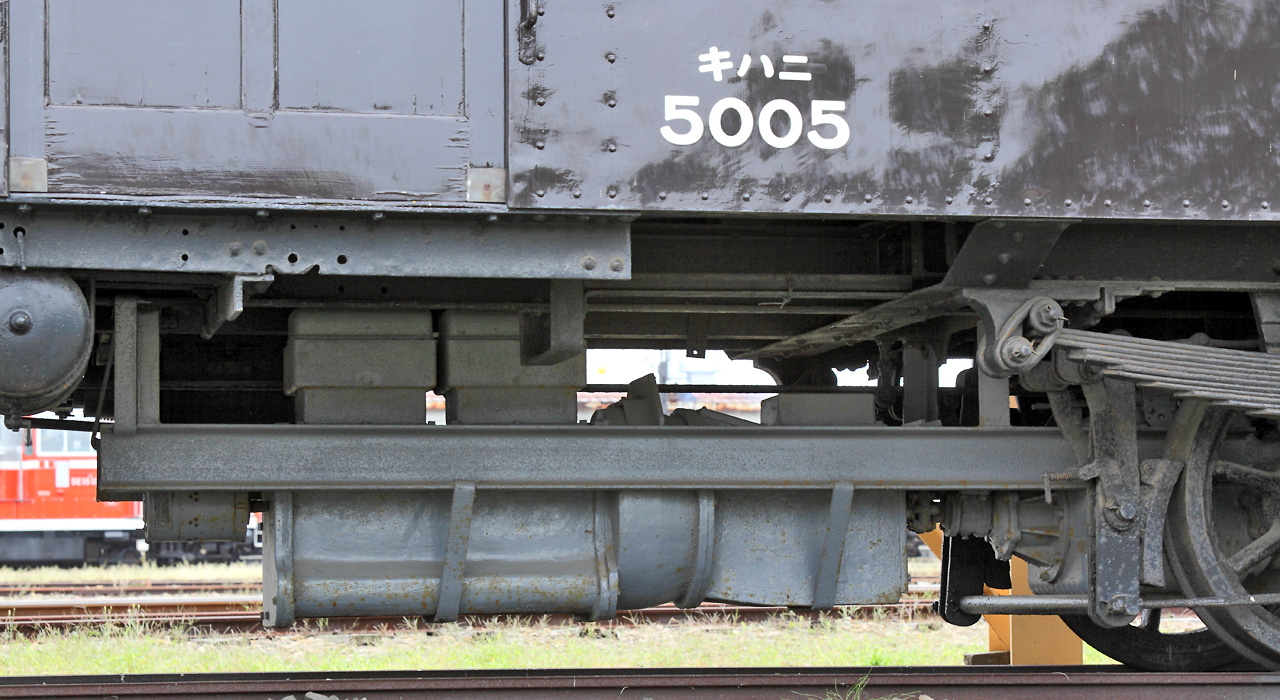
エンジンと変速機（レプリカ）

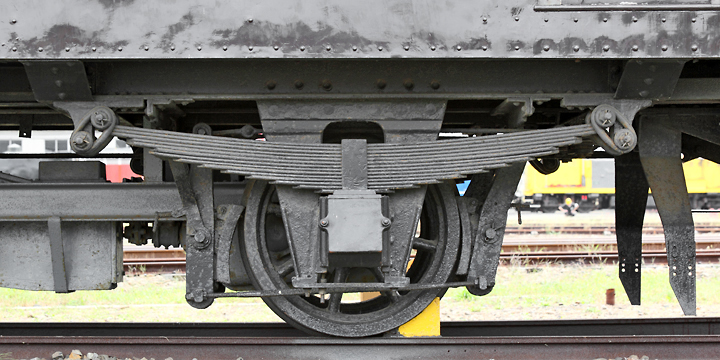
走り装置

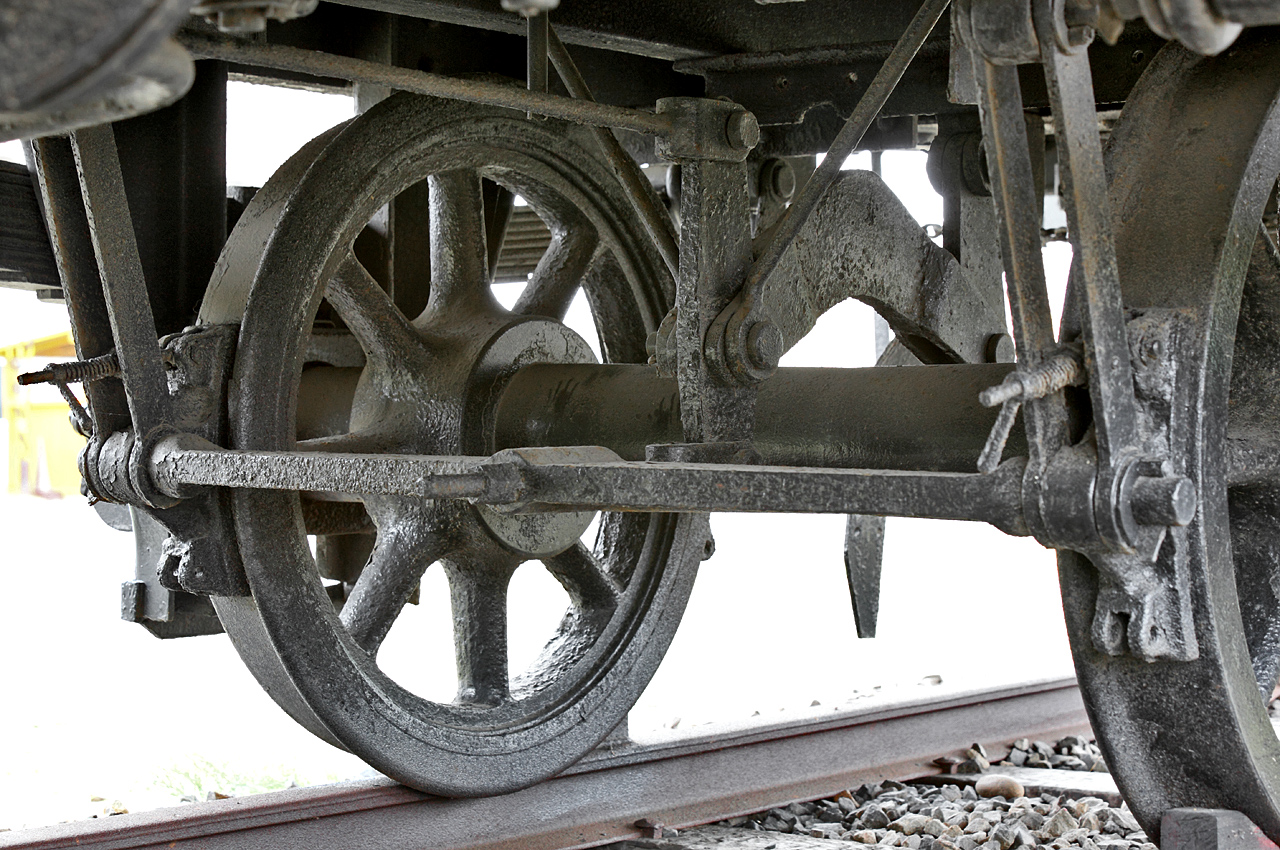
ブレーキてこ

エンジンは池貝製作所製縦型4ストローク直列4気筒、ボア110 mm、ストローク140 mm、排気量5.32 l、連続定格出力43 PS (1200rpm)、定格出力48 PS (1500 rpm) の小型ガソリン機関（形番不詳）が採用された。海軍向け内火艇用を改設計の上で転用したもので、当時としては量産品といえるものであり、ある程度性能も安定していたと伝えられる。キャブレターは英・ゼニス型のアップドラフト式で単純・旧式な設計であり、チョーク弁に相当する機能がないため、始動時の燃料供給のために別付でプライマー（始動補助装置）を備える必要があった（キャブレターが輸入品か国産品かの詳細は不詳）。
変速機は4段（ギヤ比 1速：4.657、2速：2.822、3速：1.651、4速：1.000）の機械式で、逆転機の（最終）減速比は4.5489である。クラッチには当初、乾式の円錐クラッチが採用されたが試運転でクラッチ滑りが多発したため、乾式多板のものに交換された。これらは逆転機と共に専用品が設計された。また、変速機に後進位置がないのが特徴であり、以後の鉄道省の機械式気動車にも踏襲された。
これらの機関・変速機・逆転機は全て専用の台枠に搭載され、この台枠は一端を車体台枠にコイルバネでつり下げ、もう一端を駆動軸で軸受を介して支持する、電車の吊り掛け駆動方式と同種の構成となっていた。つまり、機関出力はユニバーサルジョイントの類を介さずに駆動軸に伝達される構成である。
この設計には機関台枠一式の荷重の約半分が駆動軸にかかるため、当時の二軸ガソリン動車で比較的多くの車輛に採用されていた、機関台枠を前後の軸に載せる方式よりもばね下重量が小さくなっていた。この機関搭載方法は、松井車輛製作所や梅鉢鉄工場製造の私鉄向け車輛で既に採用例があり、キハニ5000形が最初ではない。なお、これらの方式は、車体に機関を積むと振動が伝わり、居住性が悪化するため、対策として考案されたもので、軸バネを介すことで機関の振動を伝わりにくくするものであった。

### 走行装置
重ね板ばねを用いた軸箱支持方式の二軸車で、車輪径は860 mm、軸距は4500 mm、車軸は10 t長軸を採用している。また、軸受はコロ軸受ではなく平軸受であったが、これはコロ軸受と比較して起動抵抗が約7倍、走行抵抗も約1.5倍以上であり、起動時の性能に与える悪影響はかなり大きかった。

### ブレーキ装置
小型車であるため、手ブレーキの他、入れ替え弁を使用する簡易な空気ブレーキが搭載された。

## 運用
当初東京鉄道局に3両、名古屋鉄道局に5両、仙台鉄道局に2両、札幌鉄道局に2両が配置され、その後転配を繰り返して、それぞれ区間運転や、閑散線区での運用に充てられた。
試作的な少数形式の割に配置が比較的広域に渡ったのは、将来の内燃動車普及の布石として各地の現場への先行技術浸透を図った事によるものとされ、投入路線沿線の学童らを試乗招待して感想文を募り「ガソリン動車」と題した文集が編纂されるなど、一般向けの広報活動にも活用された。
- 当初の投入予定線区: 久留里線、太多線・越美南線、塩釜線、室蘭線[4]
- 営業運転線区: 東海道本線 大垣 - 美濃赤坂 - （西濃鉄道）市橋間[5]
北陸本線 長浜 - 彦根間
播但線 姫路 - 寺前間
小松島線 小松島 - 阿波川島間
室蘭本線 室蘭 - 東室蘭間
東北本線 長町 - 塩釜間
姫新線 姫路 - 播磨新宮間
山陰本線 正明市 - 仙崎間など

重量過大を承知で耐久性を重視した設計が幸いしたのか、性能は低かったが、初期に発生したクラッチ滑りを除けば故障は比較的少なかったが、キハニ5008は1933年に事故廃車となり、残りの車両も燃料統制後は1939年に休車となった。
キハ41000形などとは異なり、連結器や車体の強度が高かったことから1942年に機関を下ろしてそのまま客車に編入され、キハニ5000 - キハニ5002・キハニ5006・キハニ5007・キハニ5009 - キハニ5011がハニ5000形（ハニ5000 - ハニ5007）、1941年にキハニ5003 - キハニ5005が事業用車（救援車）のヤ5010形（ヤ5010 - ヤ5012）となった。
年度ごとの配置は以下の通り。
| 年度         | 1931年 | 1933年 | 1935年 | 1937年 | 1939年 | 1941年 |
| ------------ | ------ | ------ | ------ | ------ | ------ | ------ |
| 大垣（分）   | 3      | 3      | 3      | 3      | 3      |        |
| 米原         | 2      |        |        |        |        |        |
| 姫路         | 5      | 2      | 6      | 6      |        |        |
| 奈良         |        | 1      |        |        |        |        |
| 糸崎         | 2      |        |        |        |        |        |
| 正明市       |        |        | 2      | 2      | 3      | 3      |
| 小松島       |        | 3      |        |        |        |        |
| 麻里布（駐） |        | 2      |        |        |        |        |
| 東唐津       |        |        |        |        | 5      | 3      |
| 志布志       |        |        |        |        | 5      |        |
| 計           | 12     | 11     | 11     | 11     | 16     | 6      |
| 1. 2. 3.     |        |        |        |        |        |        |

- （分）は1935年度までは機関分庫、以降は機関支区。（駐）は駐泊所
- 1939、1941年度は数字が合わない

## エ810形
1953年4月8日、総裁達225号による称号規定の変更により、ヤ5010形は客車（事業用客車）より貨車（事業用貨車救援車）に種別変更され、当時残存していた2両（ヤ5010, ヤ5012）がエ810形（エ810、エ811）となった。
常備駅は、エ810が静岡鉄道管理局沼津駅、エ811は札幌鉄道管理局長万部駅であった。
エ810が1955年12月7日名古屋工場、エ811は1960年12月6日苗穂工場にてそれぞれ廃車となり形式消滅した。
その後、エ811（最終配置室蘭客貨車区）が廃車後に倉庫となっていたものを苗穂工場創立70周年記念として1980年に原番号であるキハニ5005として復元され、苗穂工場で保存されている。
現車は赤帯入り、車番がキハニ5005、所属標記が名カキ（大垣機関区）、行先標が仙台 - 塩釜となっている。